# Andrée Michel
Pour les articles homonymes, voir Michel.
Andrée Michel, née le 22 septembre 1920 à Vallauris (Alpes-Maritimes) et morte le 8 février 2022 à Bussy-Saint-Georges, est une sociologue, féministe, anticolonialiste et antimilitariste française.

## Sociologie
Après avoir obtenu une licence en droit à la faculté d’Aix-en-Provence et un diplôme d‘études supérieures (DES) en philosophie à la faculté de lettres de Grenoble, Andrée Michel a enseigné dans le secondaire (1941-1943) puis s’est engagée dans l’armée française comme volontaire sociale en 1944.
Venue à Paris à la Libération, elle passe son doctorat en sociologie en 1959 à la Sorbonne, avec une thèse portant sur la famille, l’industrialisation et le logement. Avec les discriminations, les inégalités de classe et de sexe, la militarisation et la citoyenneté, ces thèmes vont structurer l’essentiel de son parcours de sociologue ; de même que les rapports Nord-Sud et la lutte anticolonialiste, qu’elle va traiter dès 1956 à travers la condition des travailleurs algériens en France, sujet de sa première publication. Une étude qu’Olivier Le Cour Grandmaison continue à citer comme fondatrice dans L’Empire des hygiénistes, paru en 2014.
Délibérément installée à Montreuil depuis 1950, Andrée Michel y partage le quotidien des travailleurs migrants, des prostituées, des familles ouvrières, loin des milieux parisiens. « A vol d’oiseau, j’étais peut-être à deux kilomètres mais j’avais déjà changé de monde. » En préface à un ouvrage retraçant plus d’un siècle d’histoire des hôtels meublés dans Paris, elle note en 2007 que « aujourd’hui, les pauvres ont autant de difficultés à se loger dans la capitale qu’il y a cinquante ans. »
Entrée au CNRS (Paris) en 1951 comme stagiaire, Andrée Michel y est devenue attachée, chargée, puis directrice de recherche (1978), tout en poursuivant ses activités politiques. Sa carrière de chercheuse est ponctuée de périodes d’enseignement à l’étranger, sur invitation d’universités et de centres de recherches en Algérie, aux États-Unis (Cleveland, Minneapolis), au Canada (Ottawa, Moncton), en Amérique latine (Université d’Antioqua à Medellín, UNAM à Mexico), en Belgique (université de Liège), ainsi que de missions auprès d’agences internationales et d’ONG (Brésil, Afrique, Moyen-Orient).
« À la demande d’Elisabeth Boulding, professeure à l’Université du Colorado, j’ai participé à la création et à la coordination du Comité international de recherches sur les rôles de sexes, accepté par l’Association Internationale de sociologie (AIS). Dans ce cadre, j’ai organisé plusieurs tables rondes en langue française, en particulier à Toronto en 1974, à Dubrovnik en 1975. Ajoutons les tables rondes sur les femmes dans la production non marchande, en 1977, et sur les femmes et la division internationale du travail à Royaumont, en 1981. » Toujours dans ce cadre, elle a fondé en 1974 le Groupe d'études sur les rôles des sexes, la famille et le développement humain, unité de recherche (06 051) du CNRS.

## Féminisme
Sans jamais dissocier son parcours de recherche d’un engagement militant, Andrée Michel a participé aux activités du Mouvement français pour le planning familial. Elle est membre de l’association Femmes et Changement et des Pénélopes.
En 1965, elle a participé avec Madeleine Guilbert, Marguerite Thibert, Gisèle Halimi, Colette Audry, Évelyne Sullerot au Mouvement démocratique féminin, sorte d’union de la gauche avant la lettre, sans pour autant donner de consigne de vote pour l’élection présidentielle.
En 1973, Michelle Perrot, Fabienne Bock et Pauline Schmitt font appel à leurs collègues sociologues pour inaugurer à Jussieu le premier cursus en France sur l’histoire des femmes. Et « le 7 novembre, dans une salle comble, surchauffée par la présence d’étudiants gauchistes hostiles au cours parce que s’occuper des femmes c’était se détourner de la révolution… », Andrée Michel va y tenir la première conférence sur “ La femme et la famille dans les sociétés développées ”.
Andrée Michel est l’autrice de Sociologie de la famille et du mariage, traduit notamment en japonais, grec, iranien et en coréen, ainsi que du Que sais-je ? titré Le Féminisme (1980), neuf fois réédité depuis et traduit en douze langues (coréen, espagnol, iranien, italien, japonais, portugais, chinois, catalan, bulgare, serbe, polonais et turc). Elle y définit le patriarcat comme « un système qui utilise – ouvertement ou de façon plus subtile – tous les mécanismes institutionnels et idéologiques à sa portée (le droit, la politique, l’économie, la morale, la science, la médecine, la mode, la culture, l’éducation, les médias, etc.) afin de reproduire les rapports de domination entre les hommes et les femmes, de même que le capitalisme les utilise pour se perpétuer. »

## Anticolonialisme et antimilitarisme
Pendant la guerre d’Algérie, Andrée Michel fait partie du réseau des « porteurs de valises » et témoigne comme sociologue au procès Jeanson en faveur des accusé·es. Violaine Gelly et Paul Gradvohl rappellent que c’est elle qui va suggérer à une autre porteuse de valises, Charlotte Delbo, de proposer à Colette Audry « le cahier qui ne l’a pas quittée depuis 1946 », et qui paraît ainsi dans la collection “femme” des éditions Gonthier en 1970 sous le titre Aucun de nous ne reviendra.
Elle est la première chercheuse en sciences humaines à faire partie du Groupement des scientifiques pour l’information sur l’énergie nucléaire, et s’associe à sa fondatrice Monique Sené pour publier en 1985 un de ses textes majeurs sur les rapports entre militarisation et violence contre les femmes. Indignée par les essais nucléaires dans le Pacifique, elle témoigne sa solidarité aux victimes de la politique française à Tahiti et en Nouvelle-Calédonie.
Ce qui l’amène très logiquement à étudier le complexe militaro-industriel (CMI), expression qu’elle est parmi les tout premiers auteurs à utiliser en France. « Ce système, en tant que système patriarcal, était tabou. Cela me paraît aberrant de ne pas travailler cette question. Il regroupait des hommes dans des réseaux informels ou officiels, où se prenaient les décisions de production, de vente d’armes et de guerre. Quel est le rôle des femmes là-dedans ? Que font les femmes embauchées dans les usines d’armement ou dans des fonctions prestigieuses du complexe militaro-industriel ? »
Son point de vue s’avère ici d’autant plus original et précurseur de la notion d’intersectionnalité qu’elle « ne parle pas tant du sexisme dans l’armée, qu’elle ne nie pas, mais bien de la production de rapports sociaux inégalitaires, de l’augmentation de la division sexuelle du travail, de la restructuration du travail, du développement de la culture de guerre et de leurs conséquences directes : prostitution, viols, trafic, pillage des ressources, conception du territoire en tant qu’espace de conquête, généralisation de la violence, exportation des systèmes répressifs et de torture, contrôle social brutal et “ guerre contre la population civile “ »
En 1990, Andrée Michel crée le réseau Citoyennes pour la paix qui adresse au Conseil de Sécurité des Nations unies des milliers de signatures d’Européens contre la guerre et le blocus frappant l’Irak. Après avoir participé, de Tunis à Tripoli (Libye), en décembre 1990, au voyage du Bateau des femmes arabes pour la paix à destination des enfants irakiens, elle intervient à Tunis, en janvier 1991, au congrès international contre la guerre d’Irak. En soutien au peuple irakien, elle se rend ensuite avec Aïcha Brahim et Michèle Dayras aux conférences internationales organisées à Bagdad par les femmes arabes.
Andrée Michel a accepté en 1993, quelques mois avant la signature des Accords d'Oslo, une courte présidence de l’association Justice et paix en Palestine, collectant des signatures pour la fin de la colonisation israélienne en Palestine et le respect des résolutions des Nations unies.
En 1995, elle publie Justice et vérité pour la Bosnie-Herzégovine, afin d’exprimer sa révolte contre le massacre de Srebrenica et de définir précisément les enjeux d’un conflit où les génocidaires sont assurés de l’impunité grâce aux mensonges et aux droits du plus fort. Dans Surarmement, pouvoir, démocratie, elle démontre comment le système patriarcal, à travers les notions de « sécurité » et de « défense nationale » qui justifient la production et les ventes d’armes, parvient à opprimer les peuples, tout particulièrement les femmes. La parution de cet ouvrage lui vaut d’être invitée à donner des cours à l’Université de Medellín en Colombie ainsi qu’à l’Université nationale autonome du Mexique de Mexico, et à effectuer des missions de recherche sur le surarmement de l’Afrique à Addis-Abeba, en Éthiopie.
Avec Citoyennes militairement incorrectes, illustré avec humour par les dessins de Floh (Florence Debray), Andrée Michel détaille, chiffres à l’appui, les profits vertigineux réalisés au XXe siècle par le complexe militaro-industriel, en entretenant la militarisation de la planète. Or, comme le résume Jules Falquet en préface, « Ce qu’on dépense en armes, c’est toujours ça de moins pour la musique, la poésie ou le désengorgement des tribunaux qui fixent les montants des pensions alimentaires. »
En note à la nouvelle édition de sa communication de 1984 au 1er congrès international “Féminisme et Pacifisme”, Andrée Michel précise, quant à elle : « En 1980, lorsque j’ai entamé des recherches sur la militarisation, je m’intitulais pacifiste […]. Aujourd’hui, je préfère me déclarer antimilitariste ». Tout en démasquant inlassablement « les fonctions latentes de la militarisation dans les sociétés contemporaines », qui consistent pour les grandes puissances à exporter la guerre afin de perpétuer la domination des périphéries par le centre, elle ne manque pas de rappeler que les agressé-e-s gardent le droit d’utiliser les armes pour se défendre, conformément aux dispositions de la Charte de l’ONU.

## Ouvrages
- Les Travailleurs algériens en France, éditions du CNRS, 1956
- Famille, industrialisation, logement, éditions du CNRS, 1959
- La Condition de la Française d'aujourd’hui, avec Geneviève Texier, Denoël-Gonthier, 1963
- Family Issues of Employed Women in Europe and America, E.J.Brill, Leyde (Pays-Bas), 1971
- Activité professionnelle de la femme et vie conjugale, éditions du CNRS, 1973
- Les femmes dans la société marchande (dir.), Presses universitaires de France, 1974
- The Modernization of North African Families in the Paris Area, Mouton, Paris-La Haye, 1974
- Travail féminin, un point de vue, La Documentation française, 1975
- Femmes, sexisme et sociétés (dir.), Presses Universitaires de France, 1977
- Le Féminisme, “Que sais-je”, Presses universitaires de France, 1979 (présentation en ligne de l’éditeur)
- Femmes et multinationales, avec Agnès Fatoumata-Diarra et Hélène Agbessi-Dos Santos, Karthala, 1981
- Les Femmes en France dans une société d’inégalités, codirection avec Madeleine Rebérioux, La Documentation française, 1982
- « Politique pacifiste, politique féministe », in Danielle Le Bricquir et Odette Thibault, Féminisme et pacifisme, même combat, Actes du congrès international “Féminisme et pacifisme” du 24 novembre 1984, Les Lettres Libres, Paris, 1985
- Sociologie de la famille et du mariage, Presses universitaires de France, 1986, 1re édition 1972
- Justice et vérité pour la Bosnie-Herzégovine, éditions L’Harmattan, 1995 (présentation en ligne de l’éditeur)
- Surarmement pouvoir, démocratie, éditions L’Harmattan, 1995 (présentation en ligne de l’éditeur)
- Citoyennes militairement incorrectes, avec des dessins de Florence Debray (Floh), éditions L’Harmattan, 1999 (présentation en ligne de l’éditeur)
- Féminisme et antimilitarisme, avant-propos de Jules Falquet, éditions Ixe, 2012 (présentation en ligne de l’éditeur)

### Autres publications
En plus des livres et de nombreux articles de presse, généraliste ou militante (cf. également notes ci-dessous), Andrée Michel est l'autrice de plus de 150 articles dans des revues savantes. Elle a fait partie du comité éditorial de l’International Journal of Sociology of the Family (États-Unis), du Journal of Comparative Family Study (Canada), de Current Sociology (revue de l’AIS), de la Nouvelle Revue féministe, des Pénélopes (France), etc.